# Le Prince Jaffar
Le Prince Jaffar est un ensemble de récits de Georges Duhamel publiés au Mercure de France en 1924. Ils retracent, sous la forme de chroniques, son expérience de vie en Tunisie dans les années 1920.

## Contexte d'écriture
Georges Duhamel se rend en janvier 1923 en Tunisie avec son ami le poète René Arcos avec lequel il sillonne le pays du nord au sud, après un cycle de conférences données dans le cadre du groupe littéraire et artistique « L'Essor » d'Alexandre Fichet. Par un ami commun, le chirurgien Albert Martin côtoyé au front durant la Première Guerre mondiale, Georges Duhamel fait la connaissance de Charles Nicolle qui dirige l'institut Pasteur de Tunis depuis 1902 et héberge les deux écrivains de passage à Tunis. De cette rencontre naissent une longue amitié et correspondance entre les deux médecins (plus de 450 lettres échangées jusqu'à la mort de Nicolle). À son retour en France, Georges Duhamel fait paraître les chroniques de son voyage sous le titre Le Prince Jaffar, figurant Habib Bey, le bey de Tunis ayant accédé à la fonction l'année précédente.

## Résumé
Grand voyageur, Georges Duhamel se rend au début des années 1920 en Tunisie, alors sous protectorat français, notamment pour rendre visite à ses amis et confrères médecins, Charles Nicolle – auquel le livre est dédié – et le Dr Arnauld. Il en tire des chroniques sur la vie quotidienne à Tunis, au Bardo et dans les villes côtières (Nabeul, Sfax ou Djerba), où se côtoient différentes origines, cultures et religions dans une société en mutation lente mais encore très hiérarchisée, mêlant le petit peuple et les puissants, dont le « prince Jaffar », miroir du bey de Tunis constituant une survivance de l'Empire ottoman.

## Éditions
- Le Prince Jaffar, Paris, Mercure de France, 1924.